# Chirac-Bellevue
Chirac-Bellevue (Chirac auf Okzitanisch) ist eine französische Gemeinde mit 277 Einwohnern (Stand 1. Januar 2022) im Département Corrèze in der Region Nouvelle-Aquitaine.

## Geografie
Die Gemeinde liegt im Zentralmassiv südlich vom Plateau de Millevaches und dem Regionalen Naturpark Millevaches en Limousin und wird von den Flüssen Diège und Artaude durchquert, zwei rechte Nebenflüsse der Dordogne. Der Meridian von Paris durchzieht das Gemeindegebiet.
Tulle, die Präfektur des Départements, liegt ungefähr 65 Kilometer südwestlich, Ussel etwa 13 Kilometer nördlich und Égletons rund 30 Kilometer leicht südwestlich.
Nachbargemeinden von Chirac-Bellevue sind Mestes im Norden, Saint-Exupéry-les-Roches im Nordosten, Saint-Victour im Osten, Saint-Étienne-la-Geneste und Sainte-Marie-Lapanouze im Südosten, Liginiac im Süden, Neuvic im Südwesten, Palisse im Westen sowie Valiergues im Nordwesten.

### Verkehr
Der Ort liegt ungefähr zehn Kilometer leicht südöstlich der Abfahrt 23 der Autoroute A89.

## Wappen
Beschreibung: Das Wappen ist geviert, Feld 1 und 4 ist zeigen in Schwarz einen goldenen Löwen, die übrigen zeigen in Gold je drei schrägrechte, rote Balken.

## Bevölkerungsentwicklung
| Jahr      | 1962 | 1968 | 1975 | 1982 | 1990 | 1999 | 2007 | 2017 |
| Einwohner | 223  | 265  | 230  | 217  | 191  | 204  | 259  | 294  |

## Sehenswürdigkeiten
- Die Talsperre Barrage de Neuvic d’Ussel liegt etwa zwölf Kilometer südwestlich.[2][3]

Kirche Saint-Sylvain

- Kirche Saint-Sylvain